# Plein 1992
Plein 1992 is een plein in het centrum van de Nederlandse stad Maastricht, gelegen aan de Maas in het nieuwe stadsdeel Céramique ten zuiden van Oud-Wyck.

## Naamgeving en ligging
Het plein is genoemd naar het voor Maastricht belangrijke jaar 1992, toen in het Gouvernementsgebouw het Verdrag betreffende de Europese Unie werd ondertekend, waarmee onder andere de komst van de euro als eenheidsmunt in een aantal Europese landen werd besloten. In de bestrating van het plein zijn tegels opgenomen met afwisselend het €-teken en het jaartal 1992.
In de oorspronkelijke plannen voor Céramique werd het plein meestal aangeduid als 'noordknoop' of, vanwege de verhoogde ligging aan de Maas, 'stadsbalkon'. Het plein is gelegen in het noordelijk deel van de wijk tussen de Maas en de bocht in de Avenue Céramique. De Hoge Brug verbindt het Plein 1992 op de rechter Maasoever met het Stadspark op de linkeroever. Aan de zuidzijde biedt het plein uitzicht over het Charles Eyckpark. Aan de oostkant heeft men vanaf het plein zicht op de Toren van Siza (van de Portugese architect Álvaro Siza) en het gebouw La Fortezza (van de Zwitser Mario Botta), die echter beide niet direct aan het plein grenzen.

## Architectuur en pleininrichting

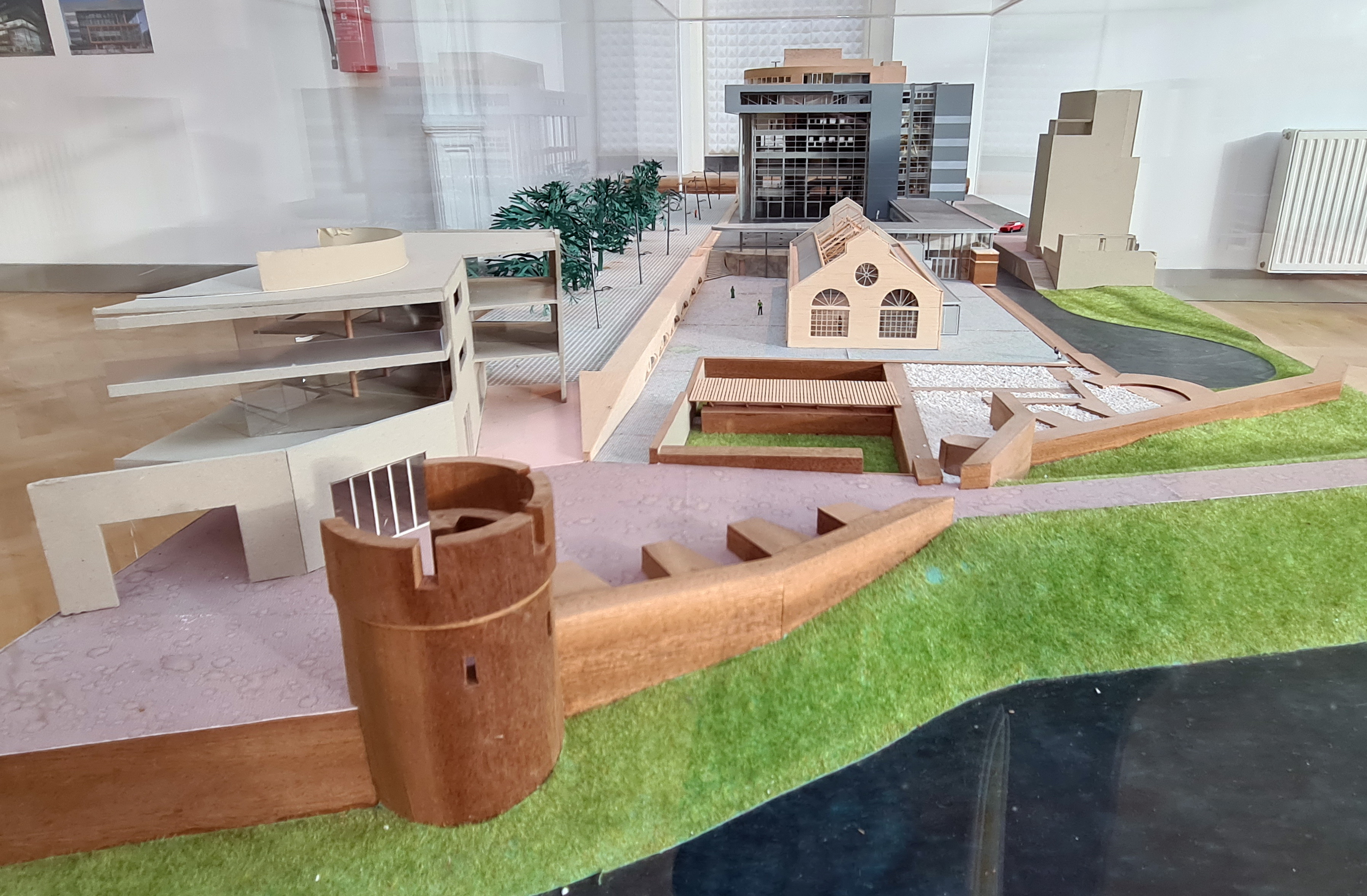
Schaalmodel van het zuidelijk pleindeel. Op de voorgrond de Maaspunttoren met vestingrestanten. Daar achter de Bordenhal. Op de achtergrond het Centre Céramique

Het Plein 1992 is ontworpen door Jo Coenen, die ook het masterplan voor de wijk Céramique opstelde, samen met de architecten Paul Kuitenbrouwer, Hans Franssen en Bart Jeurissen. Aan het plein ligt het Centre Céramique (bibliotheek en cultureel centrum), de Bordenhal (een gerestaureerde fabriekshal van de Société Céramique, thans in gebruik als theater voor Toneelgroep Maastricht), het appartementencomplex Maasappartementen (met op de begane grond het sterrenrestaurant Beluga Loves You) en het voormalige kantorencomplex Maaskantoren (sinds 2019 onderdeel van Crowne Plaza Maastricht), alle ontworpen door Jo Coenen.
Aan de noordkant van het plein bevindt zich het langgerekte woongebouw La Résidence van de Zwitserse architect Aurelio Galfetti, met op de begane grond winkels en horeca. De Hoge Brug, een voetgangers- en fietsersbrug met een 'luie trap' en een glazen lift op het plein, werd ontworpen door het bureau van René Greisch uit Luik.
Onder het plein bevindt zich een Q-Park-parkeergarage voor 450 auto's, waardoor het plein circa drie meter verhoogd ligt ten opzichte van de omgeving. De toegang bevindt zich aan de zuidzijde van Centre Céramique. De verhoogde ligging van het plein wordt bij de diverse toegangen geaccentueerd door trappartijen en hellingbanen. De inrichting van het plein is geïnspireerd door het plein bij de kathedraal van Sevilla. Het plaveisel bestaat uit zachtgrijze composiettegels, die diagonaal zijn gelegd (met uitzondering van het hoger gelegen deel bij de verbindingsvleugel tussen Centre Céramique en de Bordenhal). Dubbele banden van wit graniet geven het plein een ruitmotief. De dertig koperen tegels met het euroteken of het jaartal 1992 zijn ontworpen door de beeldend kunstenaar Jos Hermans; de stalen verlichtingsmasten door de architect Hans Fransen. Aan de zuidzijde van het plein staan binnen het ruitenpatroon houten bakken annex banken, waarin laag blijvende bomen zijn geplant.
Het plein kent in feite twee 'deelpleintjes', die niet passen binnen de hoofdvorm van het trapezium tussen Maas en Avenue Céramique. Het eerste is het eerder genoemde pleintje bij de lage vleugel van Centre Céramique. Dit pleindeel kent over de hele breedte twee trappartijen van elk vijf treden. De tegels zijn gelegd in rechte rijen, zonder de witte banden van het hoofdplein. Aan de oostzijde is een groot schaakbord in het plaveisel ingelegd, waar men met grote schaakstukken in de openlucht kan spelen. Zowel de lichtmasten als de plantenbakken zijn hier bescheidener dan elders op het plein. Het tweede deelplein ligt lager dan het Plein 1992 en is in feite een apart pleintje, Ruiterij genoemd. De L-vormige openbare ruimte vormt de overgang van het nieuwe Céramique naar Oud-Wyck. De bestrating bestaat uit waaiervormig gelegde kasseien. Aan de noordzijde staan een tiental forse platanen en enkele zitbankjes. Hier vindt wekelijks een boerenmarkt plaats.

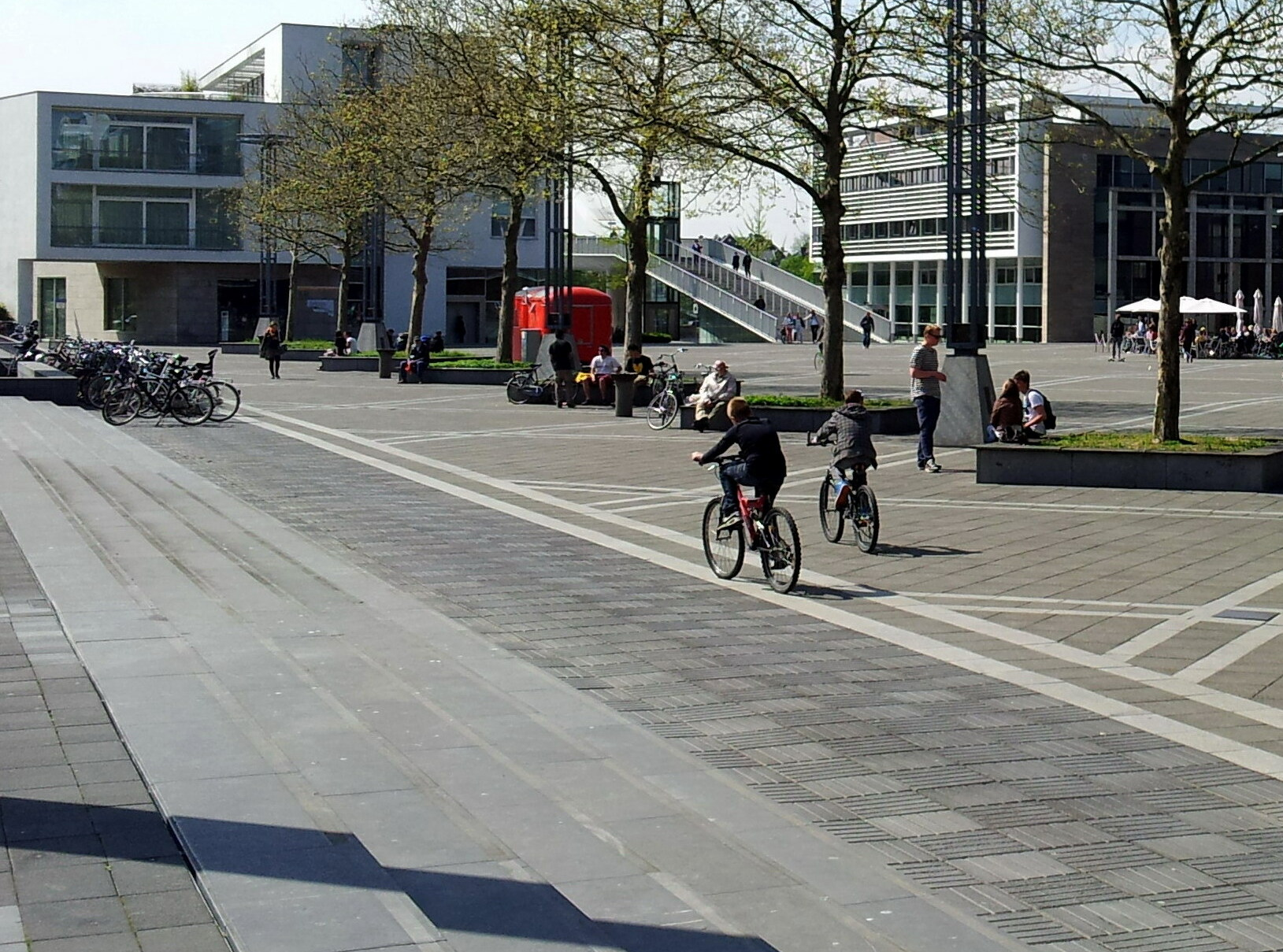
Trappartij en plaveisel
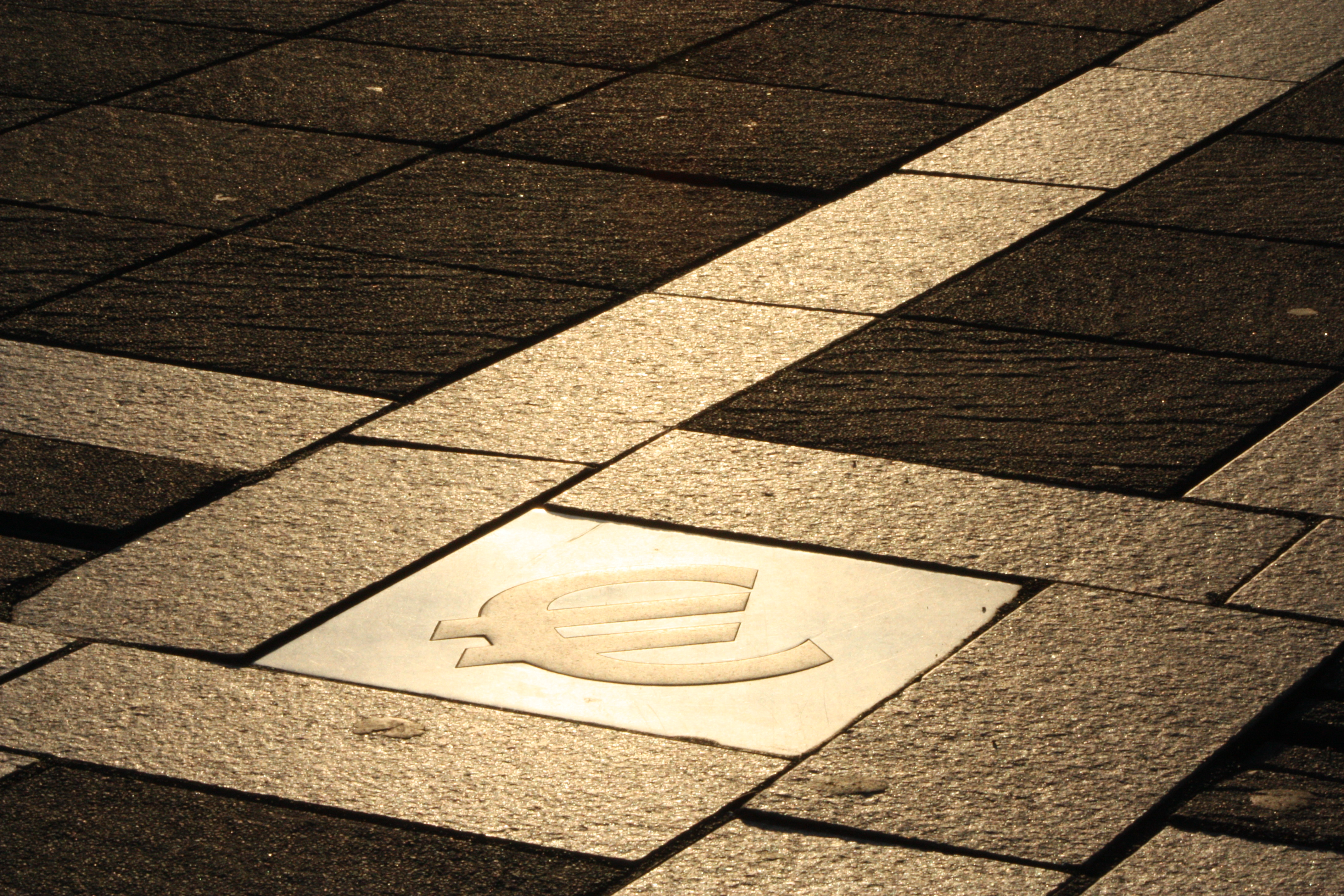
Bronzen tegel met €-teken
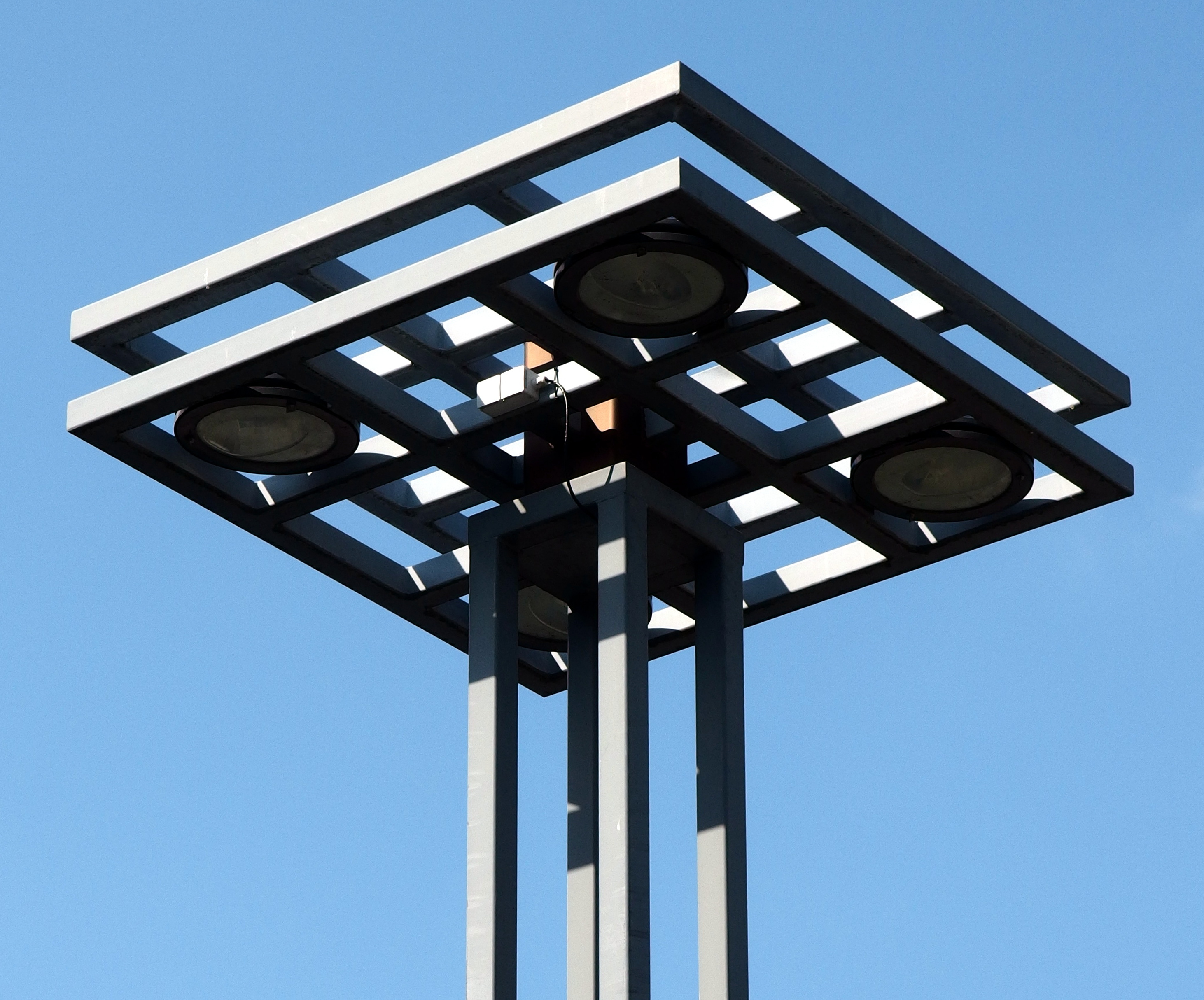
Detail pleinverlichting
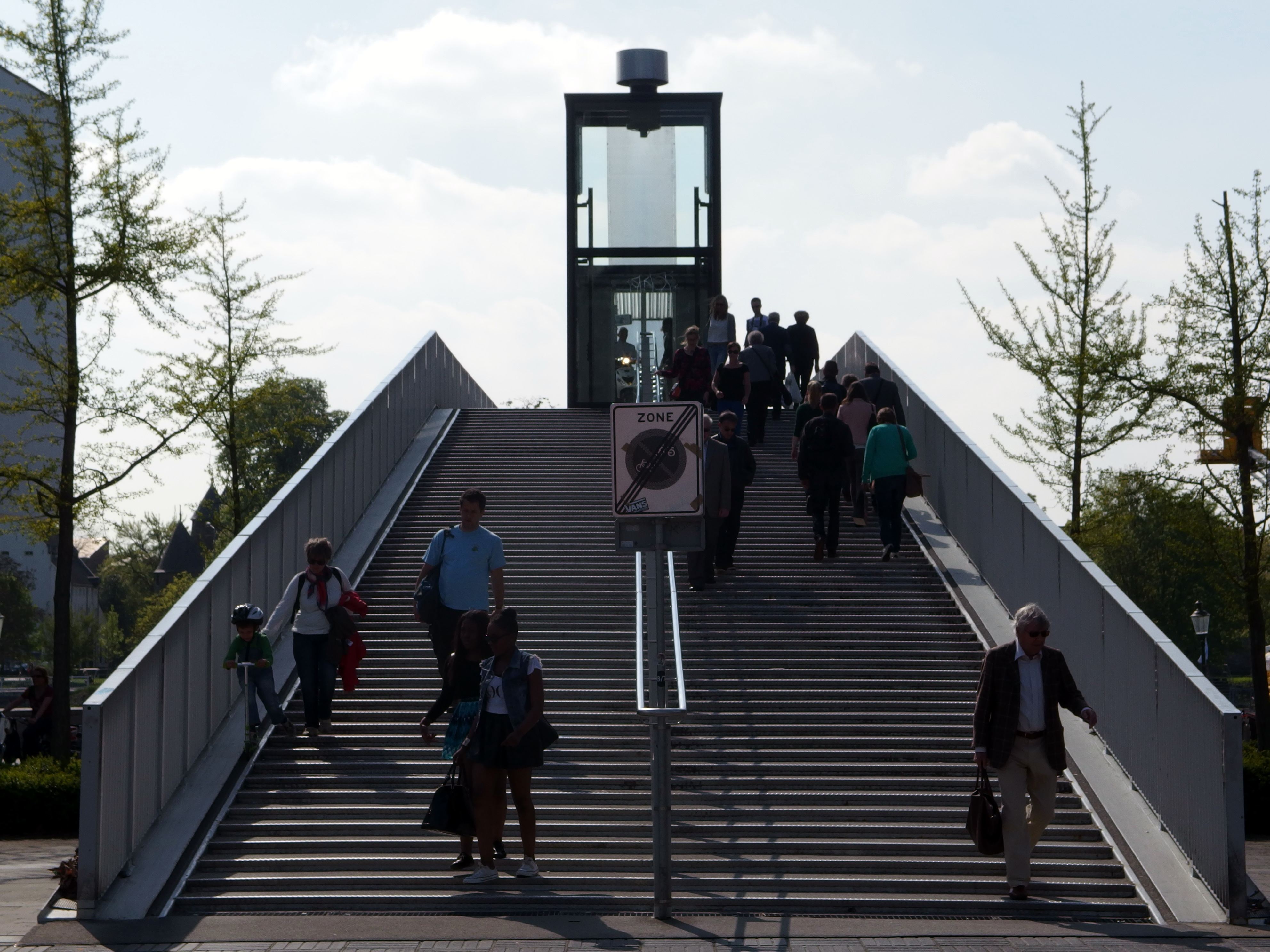
Aanlanding Hoge Brug
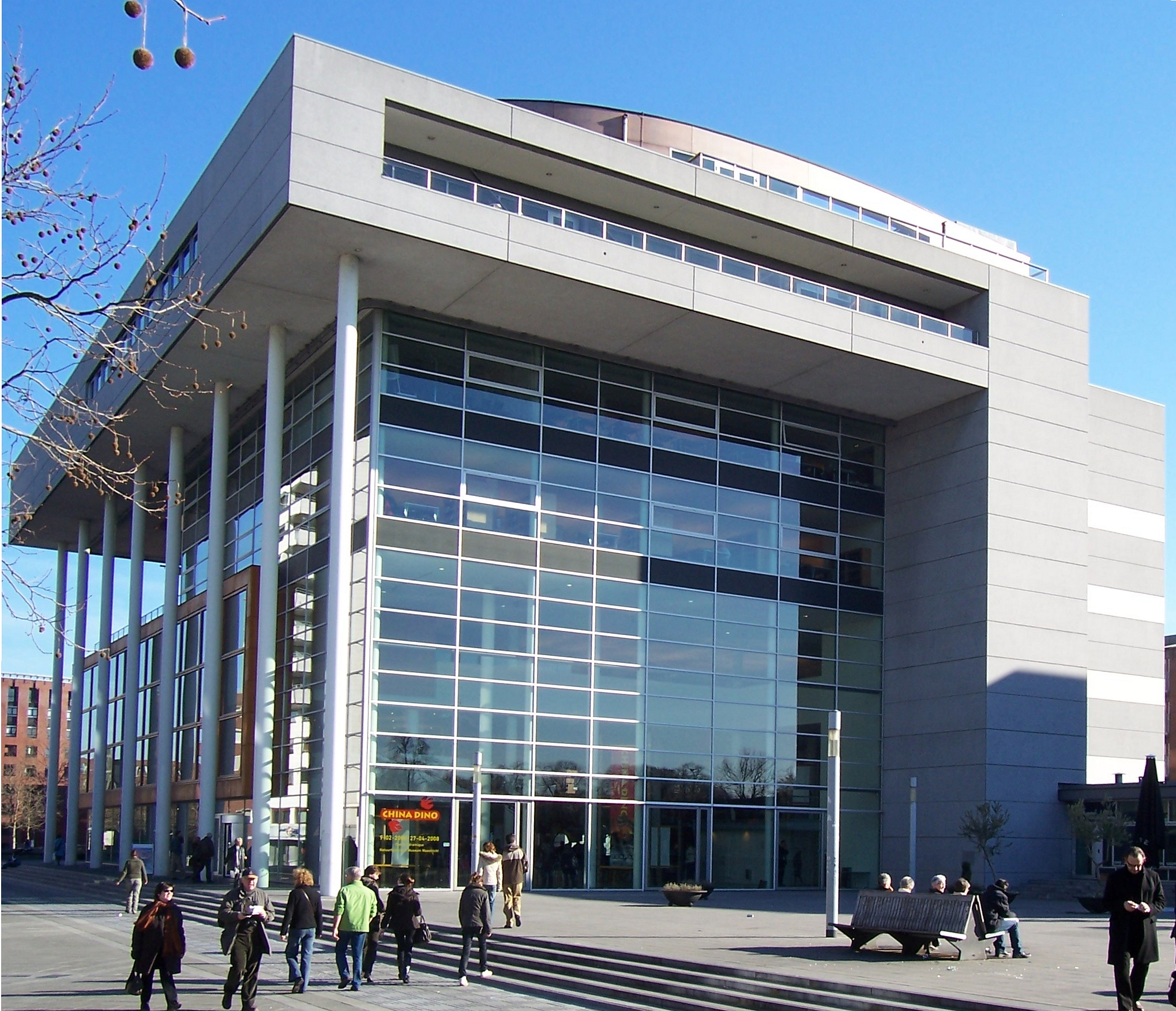
Centre Céramique
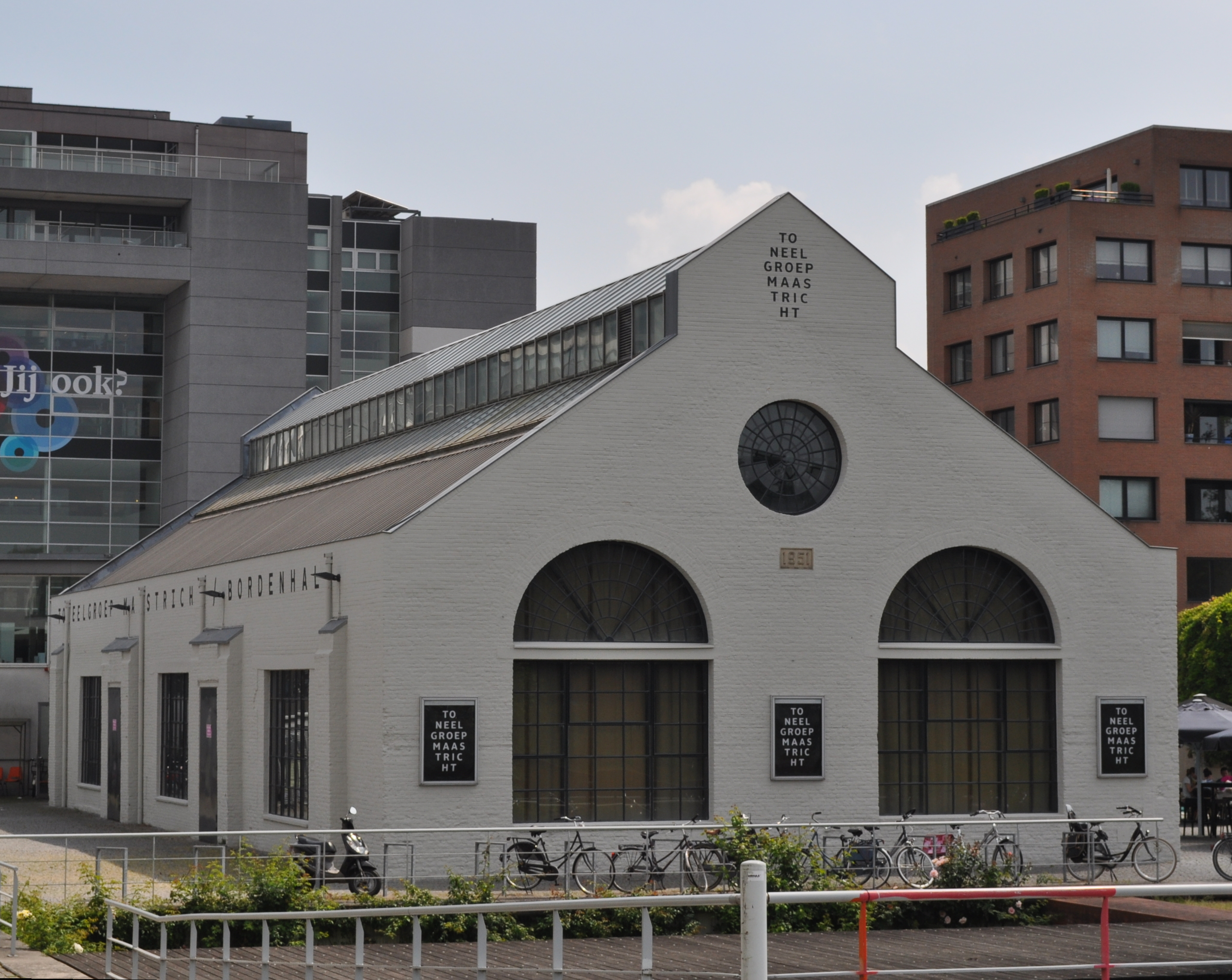
Bordenhal (theater)
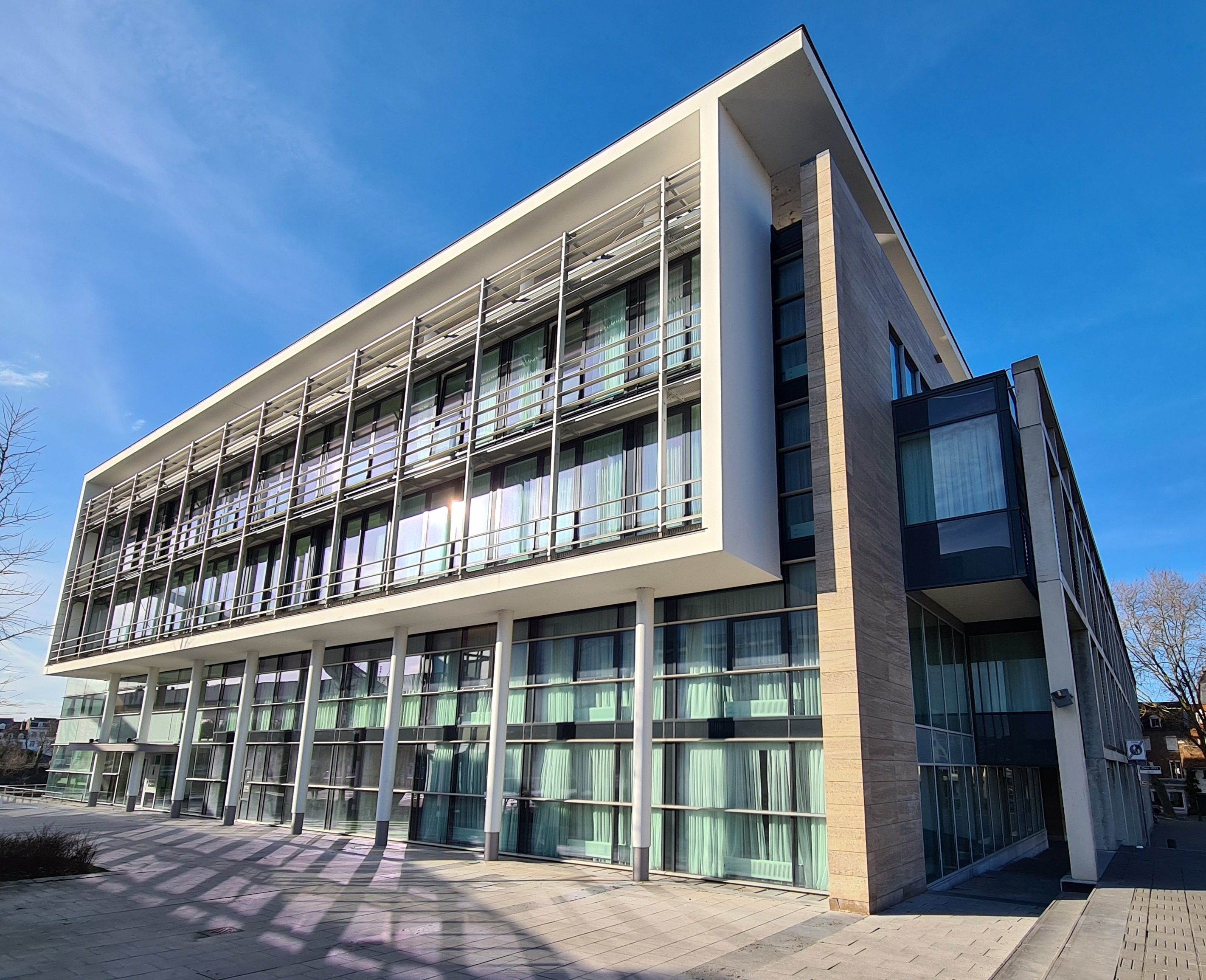
Crowne Plaza Maastricht
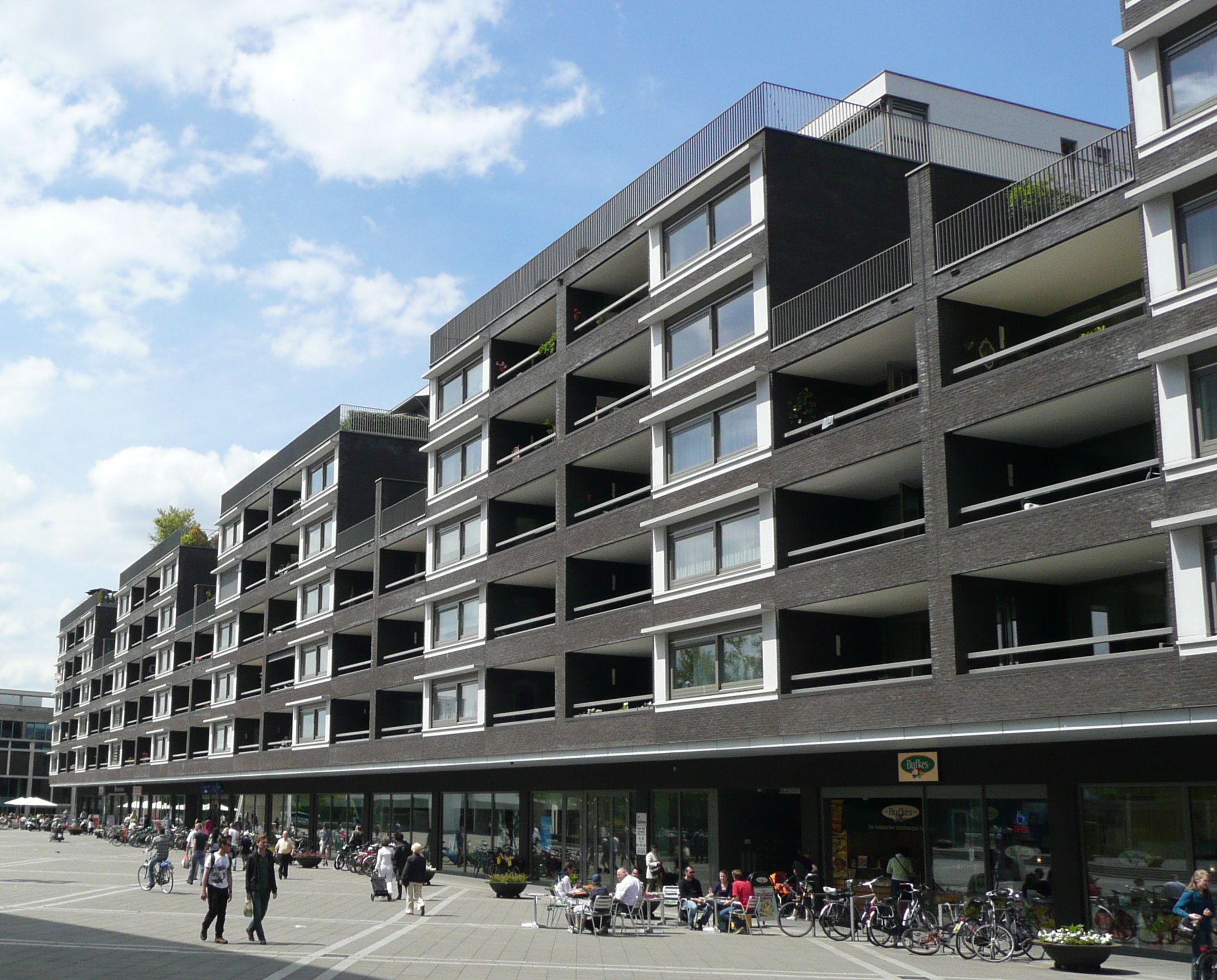
La Résidence